# Archives d'État de Florence
L'Archivio di Stato di Firenze désigne un édifice situé sur le Viale della Giovine Italia, près de la Piazza Beccaria à Florence dédié au dépôt des archives publiques de la ville de Florence (Toscane). 

## Histoire et description
Les archives détiennent plus de 600 fonds dont l'origine date du VIIIe siècle et qui, disposés en ligne, s’étendraient sur 75 km. L'« Archivio  » a été fondée le 20 février 1852 par décret du grand-duc Léopold II de Toscane. Jusqu'en 1989, les archives étaient situées à la Galerie des Offices. Le 4 novembre 1966, le fleuve Arno a inondé Florence et ses archives, endommageant plus de 60 000 documents. L'inondation a incité à construire un bâtiment moderne pour les archives à l'abri des inondations  du fleuve Arno. Les travaux du nouveau bâtiment, conçu par Italo Gamberini et son équipe, ont commencé en 1974.  Il comprend un espace pour le laboratoire de restauration, créé après 1966 pour récupérer les documents endommagés. Entre 1987 et 1988, les archives ont été transférées des Offices à leur emplacement actuel, sur le Viale della Giovine Italia, près de la Piazza Cesare Beccaria à Florence.